# Signe eau

Symbole eau.

En astrologie, les signes d'eau sont trois (généralement)  signes du zodiaque qui partagent le même élément, en l'occurrence l'EAU: le Cancer, le Scorpion et les Poissons. Cet élément ne correspond pas à une substance matérielle réelle ; c'est la représentation imagée d'un principe visible dans le tempérament.

## Présentation
Ces trois signes forment un triangle sur le cercle des signes du zodiaque; on dit qu'ils forment un aspect de Trigone (120° d'écart l'un avec l'autre); cet écart est jugé harmonique en astrologie: les trois signes ont des facilités pour se comprendre. En effet, l'émotion et les réactions affectives sont le facteur qui est censé jouer le plus grand rôle dans leur vie. 
Les signes de terre (le Capricorne, opposé polaire du Cancer; le Taureau, opposé polaire du Scorpion et la Vierge, opposé polaire des Poissons), avec lesquels les signes d'eau présentent un aspect d'opposition (180° d'écart l'un par rapport à l'autre) peuvent se révéler des « martiens incompréhensibles » pour les signes d'eau, mais aussi, en leur apportant l'ancrage émotionnel qui leur fait défaut à l'occasion, les signes qui leur sont les plus complémentaires.
En effet, lorsque l'élément Eau est en excès dans un thème astrologique, cela peut dénoter une trop grande perméabilité et de l'influençabilité, auxquelles peuvent s'ajouter un trop grand relâchement et de l'indolence.
Les signes d'eau sont également caractérisés par leur côté imaginatif ; leur univers, où prévaut l'inconscient, est fait de rêves. Ils ont besoin que leurs sentiments soient respectés.
Les planètes astrologiques correspondant à l'élément Eau sont la Lune et Neptune.